# Magnus Cort Nielsen
Magnus Cort Nielsen (ur. 16 stycznia 1993 na wyspie Bornholm) – duński kolarz szosowy.

## Osiągnięcia
Opracowano na podstawie:

2011
- 1. miejsce w Wyścigu Pokoju Juniorów
  - 1. miejsce na etapach 3b i 4
- 1. miejsce na mistrzostwach Danii juniorów (start wspólny)

2012
- 2. miejsce w mistrzostwach Danii U23 (start wspólny)

2013
- 3. miejsce w Ronde van Vlaanderen U23
- 3. miejsce w Himmerland Rundt
- 1. miejsce w klasyfikacji górskiej Thüringen-Rundfahrt U23
  - 1. miejsce na 6. etapie
- 1. miejsce na 1. i 4. etapie Danmark Rundt

2014
- 1. miejsce w Istarsko Proljeće
  - 1. miejsce na 1. i 2. etapie
- 1. miejsce w Himmerland Rundt
- 1. miejsce w Destination Thy
- 1. miejsce w Ringerike GP
- 2. miejsce w Tour des Fjords
  - 1. miejsce w klasyfikacji młodzieżowej
  - 1. miejsce na 3. etapie
- 1. miejsce w Ronde de l’Oise
  - 1. miejsce w klasyfikacji punktowej
  - 1. miejsce w klasyfikacji młodzieżowej
  - 1. miejsce na 3. i 4. etapie
- 1. miejsce na 1. etapie Danmark Rundt

2016
- 2. miejsce w Danmark Rundt
  - 1. miejsce na 2. etapie
- 1. miejsce na 18. i 21. etapie Vuelta a España

2017
- 1. miejsce na 3. etapie Volta a la Comunitat Valenciana
- 1. miejsce w Clásica de Almería
- 2. miejsce w RideLondon-Surrey Classic

2018
- 2. miejsce w Dubai Tour
  - 1. miejsce w klasyfikacji młodzieżowej
- 1. miejsce na 4. etapie Tour of Oman
- 1. miejsce na 2. etapie Tour de Yorkshire
- 1. miejsce na 15. etapie Tour de France
- 1. miejsce na 5. etapie BinckBank Tour

2019
- 1. miejsce na 4. etapie Paryż-Nicea
- 1. miejsce w klasyfikacji górskiej Deutschland Tour

2020
- 1. miejsce w klasyfikacji punktowej Étoile de Bessèges
  - 1. miejsce na 2. etapie
- 1. miejsce na 16. etapie Vuelta a España

2021
- 1. miejsce na 8. etapie Paryż-Nicea
- 1. miejsce na 4. etapie Route d’Occitanie
- 1. miejsce na 6., 12. i 19. etapie Vuelta a España

2022
- 1. miejsce na 1. etapie Gran Camiño
- 2. miejsce w mistrzostwach Danii (jazda indywidualna na czas)
- 1. miejsce na 10. etapie Tour de France

2023
- 1. miejsce w klasyfikacji punktowej Volta ao Algarve
  - 1. miejsce na 2. i 3. etapie
- 1. miejsce na 10. etapie Giro d’Italia

## Rankingi
| Rok             | 2012  | 2013 | 2014 | 2015 | 2016 | 2017 | 2018 | 2019 | 2020 | 2021 | 2022 | 2023 | 2024 |
| --------------- | ----- | ---- | ---- | ---- | ---- | ---- | ---- | ---- | ---- | ---- | ---- | ---- | ---- |
| UCI World Tour  |       |      |      | 168. | 101. | 86.  | 93.  |      |      |      |      |      |      |
| World Ranking   |       |      |      |      | 94.  | 101. | 102. | 468. | 274. | 107. | 181. | 136. | 64.  |
| UCI Europe Tour | 1091. | 101. | 4.   |      | 52.  | 219. | 909. | 364. | 224. | 91.  | 148. | -    | 52.  |
| UCI Asia Tour   | -     | -    | -    |      | 259. | -    | 19.  |      |      |      |      |      |      |
| UCI Africa Tour | 156.  | -    | -    |      | -    | -    | -    |      |      |      |      |      |      |
|                 |       |      |      |      |      |      |      |      |      |      |      |      |      |
| Źródło: UCI     |       |      |      |      |      |      |      |      |      |      |      |      |      |